# Congestie (bloedsomloop)
Congestie is een acute stijging van het bloedvolume in de bloedvaten. Dit komt bijvoorbeeld voor in het kader van hartfalen.
Klinische symptomen hiervan zijn:
- orthopnoe
- paroxysmale nachtelijke dyspnoe
- perifeer (bilateraal) oedeem
- jugulaire veneuze dilatatie
- congestieve hepatomegalie
- hepatojugulaire reflux
- ascites